# فيرونيكا دوران
فيرونيكا دوران (بالإنجليزية: Veronica Doran)‏ هي ممثلة بريطانية، ولدت في 17 مايو 1948 في كارلايل في المملكة المتحدة.

## وصلات خارجية
- فيرونيكا دوران على موقع IMDb (الإنجليزية)
- فيرونيكا دوران على موقع قاعدة بيانات الفيلم (الإنجليزية)